# Scolecolepides carunculatus
Scolecolepides carunculatus är en ringmaskart som beskrevs av Maciolek 1984. Scolecolepides carunculatus ingår i släktet Scolecolepides och familjen Spionidae. Inga underarter finns listade i Catalogue of Life.